# Wężówka (Wydminy)

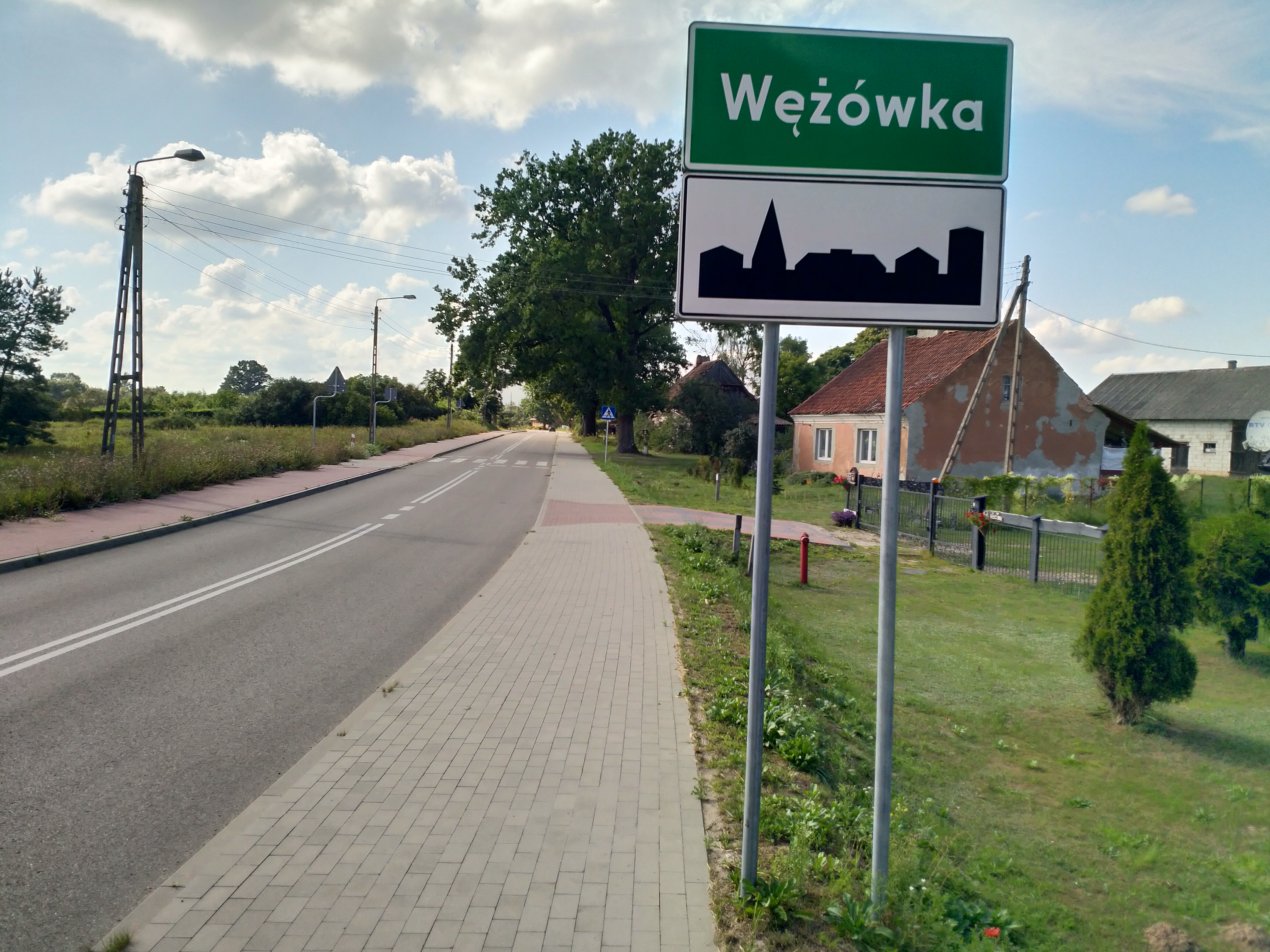
Wężówka (2024)

Wężówka (deutsch Wensowken, 1938 bis 1945 Großbalzhöfen, auch: Balzhöfen) ist ein Dorf in der polnischen Woiwodschaft Ermland-Masuren und gehört zur Landgemeinde Wydminy (Widminnen) im Powiat Giżycki (Kreis Lötzen).

## Geographische Lage
Wężówka liegt in der östlichen Mitte der Woiwodschaft Ermland-Masuren, 23 Kilometer südöstlich der Kreisstadt Giżycko (Lötzen). An der nördlichen Ortsgrenze verläuft die Bahnstrecke Głomno–Białystok.

## Geschichte
Das kleine vor 1785 Wensöwken und vor 1818 Wenszöwen genannte Dorf hieß bis 1938 Wensowken. Am 1. Mai 1475 verschrieb der Komtur von Brandenburg Bernhard von  Balzhofen ein Dienstgut über 10 Hufen und ein Dienstgut über 5 Hufen.
Am 29. März 1874 wurde Wensowken in den neu errichteten Amtsbezirk Klein Gablick (polnisch Gawliki Małe) eingebunden, der – am 15. November 1938 in „Amtsbezirk Balzhöfen“ umbenannt – bis 1945 bestand und zum Kreis Lötzen im Regierungsbezirk Gumbinnen (1905 bis 1945: Regierungsbezirk Allenstein) in der preußischen Provinz Ostpreußen gehörte.
Das seit 1874 für Wensowken zuständige Standesamt befand sich in Widminnen (polnisch Wydminy). Die Einwohnerzahl des Dorfes belief sich im Jahre 1910 auf 223 und 1925 auf 171.
Aufgrund der Bestimmungen des Versailler Vertrags stimmte die Bevölkerung im Abstimmungsgebiet Allenstein, zu dem Wensowken gehörte, am 11. Juli 1920 über die weitere staatliche Zugehörigkeit zu Ostpreußen (und damit zu Deutschland) oder den Anschluss an Polen ab. In Wensowken stimmten 140 Einwohner für den Verbleib bei Ostpreußen, auf Polen entfiel keine Stimme.
Am 30. September 1928 wurde der Gutsbezirk Klein Gablick (polnisch Gawliki Małe) nach Wensowken eingemeindet. Die Einwohnerzahl stieg bis 1933 auf 502. Am 3. Juni (offiziell bestätigt am 16. Juli) im Jahre 1938 wurde Wensowken in „Großbalzhöfen“ umbenannt und bildete ab dem 1. Oktober 1938 zusammen mit der Gemeinde Kleinbalzhöfen (bis 1938 Junien, polnisch Junie) die neue Gemeinde Balzhöfen, die im Jahre 1939 insgesamt 441 Einwohner zählte.
In Kriegsfolge wurde der Ort 1945 mit dem gesamten südlichen Ostpreußen Polen zugeordnet. Seither trägt er die polnische Namensform „Wężówka“. Heute ist das Dorf Sitz eines Schulzenamtes (polnisch sołectwo) und eine Ortschaft im Verbund der Landgemeinde Wydminy (Widminnen) im Powiat Giżycki (Kreis Lötzen), vor 1998 der Woiwodschaft Suwałki, seither der Woiwodschaft Ermland-Masuren zugehörig.

### Amtsbezirk Balzhöfen (1938–1945)
Am 15. November 1938 wurde der seit dem 29. März 1874 bestehende Amtsbezirk Klein Gablick ohne strukturelle Veränderungen in „Amtsbezirk Balzöfen“ umbenannt.

## Kirche
Bis 1945 war Wensowken resp. Großbalzhöfen in die evangelische Kirche Widminnen in der Kirchenprovinz Ostpreußen der Kirche der Altpreußischen Union und in die katholische Pfarrkirche Lötzen im Bistum Ermland eingepfarrt. Heute gehört Wężówka zur evangelischen Kirchengemeinde Wydminy, einer Filialgemeinde der Pfarrei Giżycko in der Diözese Masuren der Evangelisch-Augsburgischen Kirche in Polen, und zur katholischen Pfarrkirche Wydminy im Bistum Ełk (Lyck) der Römisch-katholischen Kirche in Polen.

## Schule
Die Schule in Wensowken resp. Großbalzhöfen war zweiklassig. Im Jahre 1945 waren hier 70 Kinder eingeschult.

## Verkehr
Wężówka liegt an einer Nebenstraße, die die polnische Landesstraße DK 65 (einstige deutsche Reichsstraße 132) bei Straduny (Stradaunen) über Stare Juchy (Alt Jucha, 1938 bis 1945 Fließdorf) mit der Woiwodschaftsstraße DW 655 bei Wydminy (Widminnen) verbindet. Die nächste Bahnstation ist Wydminy an der Bahnstrecke Głomno–Białystok.